# جمهورية غرناطة الجديدة
جمهورية غرناطة الجديدة (بالإسبانية: República de la Nueva Granada)‏ كانت جمهورية مركزية تتكون بشكل رئيسي من كولومبيا الحالية وبنما مع أجزاء صغيرة من أراضي الإكوادور وفنزويلا الحالية. تم تأسيس الجمهورية بعد انحلال كولومبيا الكبرى عام 1830.

## الدستور الكولومبي عام 1832
أحد السمات الرئيسية التي اتسم بها المناخ السياسي للجمهورية كان موقف الكنيسة الكاثوليكية ومستوى استقلالية الولايات الفدرالية. في عام 1839، نشأ نزاع حول إغلاق الأديرة من قبل كونغرس غرناطة الجديدة. والذي ما لبث أن تحول إلى حرب السوبريمس، والتي استمرت لمدة سنتين إلى أن تحولت إلى صراع حول الحكم الذاتي الإقليمي.
تحولت غرناطة الجديدة عام 1858 إلى كونفدرالية جراندين استجابة لمطالبات بدولة لا مركزية.

## المقاطعات
تم تقسيم أراضي الجمهورية إلى مقاطعات. كل مقاطعة تتألف من إقليم أو أكثر، كل مقاطعة منها قسمت إلى عدة دوائر.